# Protoavis
Protoavis (nghĩa là "chim đầu tiên") là một chi có nhiều vấn đề được biết đến từ các mảnh vỡ rời rạc có niên đại vào thời kỳ Trias muộn được phát hiện gần Post, Texas.